# Pałac Dembińskich w Szczekocinach
Pałac Dembińskich w Szczekocinach – zabytkowy pałac w miejscowości Szczekociny.
Pałac  wybudowany w 1780 r. jest częścią zespołu pałacowego, w skład którego wchodzą jeszcze: park, dwie oficyny zbudowane po 1780 r., dwie kordegardy i ogrodzenie z trzema bramami z pierwszej poł. XIX w., obora z XVIII/XIX w. oraz stajnie z XVIII/XIX wieku.

## Historia
Od 1709 roku właścicielem dóbr w Szczekocinach była rodzina Dembińskich z Dembian herbu Rawicz. Wówczas w Szczekocinach istniał jeszcze drewniany dwór wybudowany przez wcześniejszych właścicieli wsi - rodzinę Korycińskich. Decyzję o budowie nowej siedziby podjęli Franciszek i Urszula Dembińscy około 1775 r. Po śmierci Franciszka w 1776 roku budowę kontynuowała Urszula. Według Władysława Tatarkiewicza projektantem pałacu był Jan Ferdynand Nax. Budowę pałacu zakończono w 1794 roku. Równocześnie powstały dwie oficyny, dwie galerie łączące pałac z oficynami oraz ogród w stylu geometrycznym. Na początku XIX wieku wybudowano ogrodzenie i dwie kordegardy przy głównym wejściu, a także rozbudowano folwark.
Po II wojnie światowej w pałacu mieściła się szkoła.
W 1980 w wyniku pożaru zniszczeniu uległy dach oraz konstrukcja więźby. W latach 80. XX wieku w pałacu prowadzono prace remontowe planując stworzyć w nim centrum kultury. Od 1990 pałac jest nieużytkowany.  Pałac jest w bardzo złym stanie (m.in. uszkodzony wystrój elewacji, sztukaterie, instalacje, kafle).

## Układ kompozycyjny założenia
Założenie pałacowo-parkowe w Szczekocinach należy do najwcześniejszych kompozycji w stylu krajobrazowym w Polsce. Oparte jest na dwóch osiach kompozycyjnych: oś główna o kierunku wschód-zachód (wyznaczona kolejno przez drogę dojazdową, dziedziniec zamknięty pałacem i ogród w typie swobodnym) oraz oś poprzeczną, na której po stronie południowej znajdował się ogród geometryczny, a po stronie północnej folwark. Po obydwu stronach pałacu wybudowano symetryczne oficyny połączone z pałacem parterowymi galeriami na rzucie ćwierćkoła. W części południowo-zachodniej zasadzono sad.
Centralnym punktem założenia, gdzie krzyżowały się dwie osie kompozycyjne, jest dziedziniec. Pierwotnie urządzony w stylu angielskiego parku swobodnego z podjazdem pod pałac. Obecny jego wygląd pochodzi z XX wieku.
Przedłużeniami głównej osi założenia pałacowego są: droga (obecnie ul. Senatorska) i znajdujący się na jej zamknięciu kościół pw. św. Bartłomieja (przebudowany w 1782 przez Urszulę Dembińską w stylu klasycystycznym).

## Pałac
Pałac w stylu wczesnoklasycystycznym, nawiązujący do francuskiej odmiany klasycyzmu, jest zbudowany na rzucie prostokąta, posiada  dach mansardowy z lukarnami. Fasada jest symetryczna z umieszczonym pośrodku 3-kondygnacyjnym ryzalitem,  w którego zwieńczeniu jest attyka z tarczą zegarową, a nad nią kartusz z dwoma herbami: Leliwa (po lewej) rodziny Morstinów i Pobóg (po prawej) z dwiema postaciami rycerzy po bokach. W skrajnych częściach ryzalitu, na attyce, umieszczone są rzeźby przedstawiające Florę i Pomonę. W parterze ryzalitu znajduje się arkadowe podcienie. Elewację od strony ogrodu ozdabia ryzalit zwieńczony trójkątnym tympanonem, na którym przedstawiona jest płaskorzeźbiona scena z Metamorfoz Owidiusza przedstawiająca Dianę i Akteona. W zwieńczeniu umieszczony jest herb Leliwa, po którego bokach znajdują się dwie rzeźby kobiet.

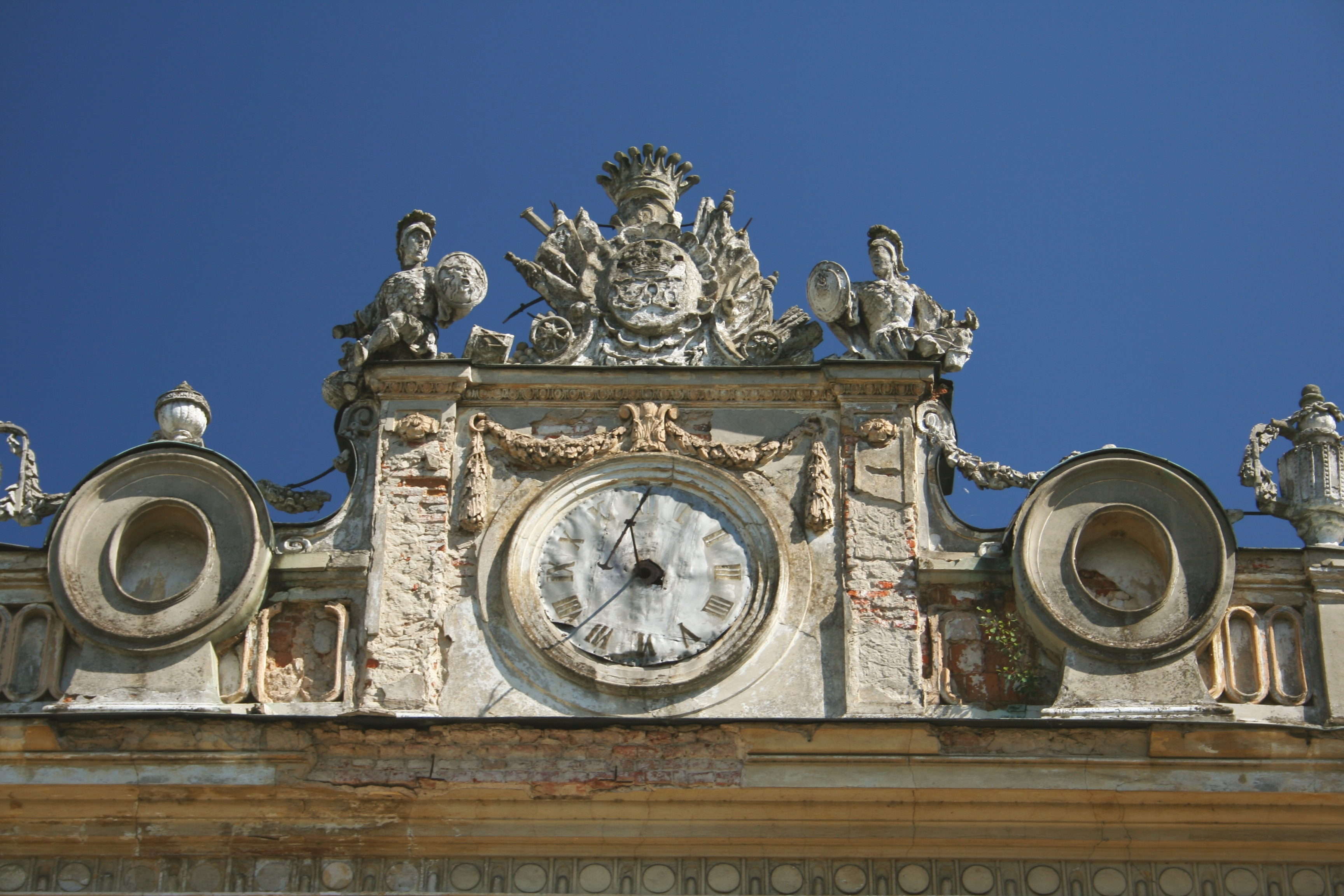
Kartusz z herbami: Leliwa (l) i Pobóg (p)
Herb Leliwa
Herb Pobóg
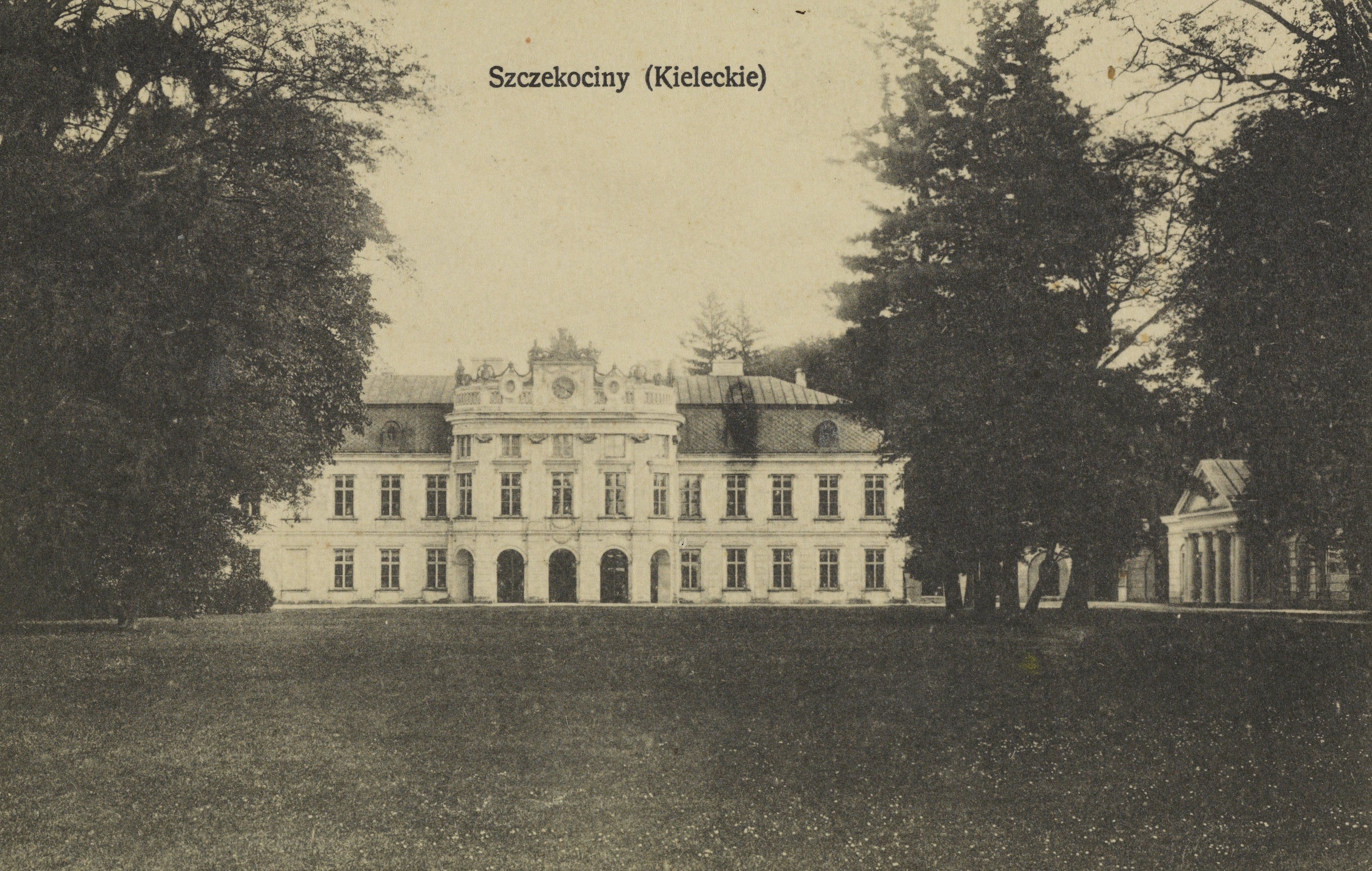
Pałac, początek XX w.

## Oficyny
Parterowe oficyny połączone były z budynkiem pałacu przejściami w arkadowej galerii. Możliwe było również przejście po dachach galerii pełniących funkcję tarasu. W północnej oficynie mieściły się pomieszczenia kuchenne, w południowej (tzw. ogrodowej) znajdowały się pokoje gościnne.

## Kordegardy
Wybudowane w latach 20. XIX wieku po obu stronach głównej bramy mieściły pomieszczenia dla służby i dozorcy.